# Viktor Ponedelnik
Viktor Vladimirovich Ponenedelnik - em russo, Виктор Владимирович Понедельник (Rostov do Don, 22 de maio de 1937 – Moscou, 5 de dezembro de 2020) foi um futebolista russo e um dos maiores atacantes da extinta Seleção Soviética.

## Carreira

### Clubes
Iniciou a carreira em 1956, aos 19 anos, no TorpedoRostselmash (atual FC Rostov), ficando no clube até 1958 (quando a equipe já se chamava Rostselmash). Marcaria 32 gols em 58 jogos no clube. Passaria mais tempo (de 1959 a 1965) no outro clube da cidade, o SKA Rostov, interrompido por um ano no CSKA Moscou, onde ficou em 1961. Ponendelink encerraria a carreira em 1966, no Spartak Moscou, após ganhar peso e ter de passar por uma cirurgia de apendicite.

### Seleção
Pela URSS, marcou vinte gols em 29 jogos. Dentre eles, dois na Copa do Mundo de 1962 (a única que participou), contra Iugoslávia (vitória por 2–0) e Colômbia (empate de 4–4), e um na final da Copa das Nações Europeias de 1960 na prorrogação, ajudando a sua equipe a vencer o torneio. A primeira Euro seria a única grande competição de futebol (fora o título olímpico em 1956) conquistada pelos soviéticos, que seriam vice-campeões na edição seguinte.
Curiosamente, Ponedelnik significa "segunda-feira", em russo.

## Morte
Ponedelnik morreu em 5 de dezembro de 2020.

## Títulos
- Copa das Nações Europeias de 1960